# Hryhorij Pjataczenko
Hryhorij Ołeksandrowycz Pjataczenko, ukr. Григорій Олександрович П'ятаченко (ur. 22 marca 1932 w m. Wełykyj Step w rejonie koziatyńskim, zm. 27 marca 2022) – ukraiński ekonomista, minister finansów w latach 1991–1994.

## Życiorys
W 1956 ukończył studia ekonomiczne w instytucie handlowo-ekonomicznym we Lwowie, w 1970 uzyskał stopień kandydata nauk. Pracował jako księgowy w różnych instytucjach. W 1966 rozpoczął pracę w ministerstwie przemysłu spożywczego USRR. W latach 1984–1991 pracował w komitecie planowania USRR, gdzie kierował wydziałem finansów.
W 1991 pełnił funkcję wiceministra gospodarki Ukrainy. Od października tegoż roku do lipca 1994 sprawował urząd ministra finansów w ukraińskich rządach. Później był dyrektorem do spraw badań w resorcie finansów. Wchodził w skład redakcji czasopisma „Finansy Ukrajiny”.